# Faculdade de Educação, Administração e Tecnologia de Ibaiti
A Faculdade de Educação, Administração e Tecnologia de Ibaiti (FEATI), é uma instituição privada de ensino superior, com sede na cidade de Ibaiti, no Paraná, Brasil.
Anteriormente mantida pela Associação de Ensino Superior de Ibaiti, a partir de 2017 a instituição passou a ser mantida pela Uniesp S.A. O campus está localizado na avenida Tertuliano de Moura Bueno, no bairro Flamenguinho.
Em 2019, de acordo com o Inep - Instituto Nacional de Estudos e Pesquisas Educacionais Anísio Teixeira, a Feati foi avaliada com nível 3, em uma escala de 1 a 5, no Índice Geral de Cursos Avaliados da Instituição - IGC.